# 주우재
주우재(朱宇宰, 1986년 11월 28일 ~ )는 대한민국의 모델이자 배우, 라디오 DJ이다.

## 학력
- 창원성주초등학교 (졸업)
- 창원남산중학교 (졸업)
- 창원남산고등학교 (졸업)
- 홍익대학교 기계·시스템디자인공학과 (중퇴).

## 출연 작품

### 텔레비전 프로그램
- 《미스터 츄》 (2015년)
- 《미스터 츄 시즌 2》 (2016년)
- 《상상극장 우.설.리》 (2016년)
- 《스타그램》 (2015년 ~ 2016년)
- 《부르면 갑니다, 머슴아들》 (2015년 ~ 2016년)
- 《옥수동 수제자》 (2016년)
- 《매력티비》 (2016년)
- 《직진의 달인》 (2016년)
- 《문제적 남자》 (2016년, 2017년, 2019년 ~ 2020년)
- 《비디오스타》 (2016년)
- 《황금어장 라디오스타》 (2016년, 2018년, 2023년)
- 《미스터리 음악쇼 복면가왕》 (2016년) - 도레미파솔로시죠 피아노맨
- 《이달의 행사왕》 (2016년)
- 《색다른 영화제》 〈숨길 수 없어요〉 (2016년)
- 《노래싸움 - 승부》 (2017년)
- 《힙합의 민족 2》 (2017년)
- 《갑자기 히어로즈》 (2017년)
- 《연애의 참견》 (2018년 ~ )
- 《연애직캠》 (2018년)
- MBC 《호구의 연애》(2019년)
- tvN 《뭐든지 프렌즈》 (2019년)
- OLIVE 《배고픈데 귀찮아?》 (2020년)
- Mnet 《내 안의 발라드》 (2020년)
- SBS 《당신이 혹하는 사이》 (2021년)
- SBS 《꼬리에 꼬리를 무는 그날 이야기》 (2021년)
- SBS 《런닝맨》(제588회, 제589회 키 포인트, 제592회 돌아온 타짜협회, 제601회) (2022년), (제635회, 제636회, 런닝맨이 떴다) (2023년)
- MBC 《로컬 식탁》 (2022년)
- MBC 《구해줘! 홈즈》 (2022년, 2024년 ~ )
- MBC 《도포자락 휘날리며》 (2022년)
- tvN 《돈 잘 버는 젊은 사장》(2022년)
- KBS2 《홍김동전》 (2022년 ~ 2024년)
- TVING 《러브캐처 in 발리》 (2022년)
- SBS 비디오머그 《주우재의 인싸이팅》 (2022년)
- tvN 《겁도 없꾸라》 (2022년)
- MBC 《전지적 참견 시점》 (2022년)
- TVING 《만찢남》 (2023년)
- KBS2 《옥탑방의 문제아들》 (2023년, 2025년 ~ )
- ENA 《지구마불 세계여행》 (2023년)
- SBS 《미운 우리 새끼》 (2023년)
- MBC 《안하던 짓을 하고 그래》 (2023년)
- MBC 《놀면 뭐하니?》 (2023년 ~ )

### 유튜브
- 《노빠꾸 탁재훈》(2022년)
- 《라면꼰대 (시즌1)》(2022년)
- 《핑계고》(2023년)

### 드라마
- 《원티드》 (SBS, 2016년) ... 토크쇼 '키스앤토크' 게스트 역
- 《소녀접근금지》 (네이버 TV캐스트, 2016년) ... 승준 역
- 《비정규직 아이돌》 (넷플릭스, 2017년) ... 특별출연
- 《이리와 안아줘》 (MBC, 2018년) ... 강윤성 역
- 《설렘주의보》 (MBN, 2018년) ... 성훈 역
- 《최고의 치킨》 (MBN & 드라맥스, 2019년) ... 앤드류 강 역
- 《학교기담》 〈8년〉 (TV조선 & 올레TV, 2019년) ... 강민구 역
- 《제발 그 남자 만나지 마요》 (MBC every1, 2020년) ... 한유진 역
- 《팽》 (플레이리스트, 2021년) ... 기선제 역
- 《힘쎈여자 강남순》 (JTBC, 2023년) ... 지현수 역

### 영화
- 《숨길 수 없어요》 (2016년) ... 우재 역
- 《걸캅스》 (2019년) ... 필립 역 (본작의 중간 보스)

### 라디오
- 《유인나의 볼륨을 높여요》 (2014년 ~ 2015년)[3]
- 《그대, 모든 짐을 내게》 (2013년 ~ 2014년)

### 뮤직 비디오
- 2015 : 유세윤 《월세 유세윤 세 번째 이야기》 - 〈우리 싸웠어 (With 해용 of 알맹, 다혜 of Bestie)〉
- 2015 : 유세윤 《월세 유세윤 네 번째 이야기》 - 〈중2병 (With 박재범, 니화)〉
- 2016 : 윤종신, 민서 《2016 월간 윤종신 10월호》 - 〈처음〉
- 2017 : 정준영 《1인칭》 - 〈나와 너 (Feat. 장혜진)〉

## 수상 및 후보
| 연도 | 시상식                     | 부문                                   | 작품                      | 결과 |
| ---- | -------------------------- | -------------------------------------- | ------------------------- | ---- |
| 2019 | 2019 아시아 모델 어워즈    | 연기자 부문 신인상                     | 빈칸                      | 수상 |
| 2020 | 2020 아시아 모델 어워즈    | 패셔니스타상                           | 빈칸                      | 수상 |
| 2022 | KBS 연예대상               | 베스트 커플상                          | 홍김동전                  | 수상 |
| 2023 | 제28회 소비자의 날 시상식  | 시청자가 뽑은 올해의 예능 스타상       | 놀면 뭐하니?              | 수상 |
| 2023 | MBC 방송연예대상           | 쇼·버라이어티 부문 인기상              | 놀면 뭐하니?              | 수상 |
| 2023 | MBC 방송연예대상           | 남자 우수상                            | 놀면 뭐하니?              | 수상 |
| 2023 | KBS 연예대상               | 쇼&버라이어티 부문 남자 우수상         | 홍김동전                  | 수상 |
| 2024 | 대한민국 퍼스트브랜드 대상 | 모델테이너 부문                        | 빈칸                      | 수상 |
| 2024 | MBC 방송연예대상           | 쇼·버라이어티 부문 베스트 엔터테이너상 | 놀면 뭐하니? 구해줘! 홈즈 | 수상 |